# Paul Thomas (reżyser)
Paul Thomas (ur. 17 kwietnia 1947 w Winnetka, zm. 10 czerwca 2025) – amerykański aktor i reżyser filmów pornograficznych.

## Życiorys

### Wczesne lata
Urodził się w Winnetka w hrabstwie Cook, w północno-wschodniej części stanu Illinois w zamożnej rodzinie żydowskiej. Jego ojciec był Żydem, pochodzącym z  Grecji, a matka Żydówką pochodzącą z Rosji. Jego rodzina przeprowadziła się do pobliskiej wioski Glencoe w Illinois, gdzie uczęszczał do szkoły Glencoe’s Central School, grał w szkolnej drużynie koszykówki i w 1963 ukończył ósmą klasę. Następnie uczęszczał do New Trier Township High School, którą ukończył ją w 1967. Uczęszczał na University of Wisconsin-Madison na stypendium koszykarskim i studiował politologię. W latach 70. XX wieku byłem swingerem i chodził do klubów na wieczór kawalerski.

### Kariera
Zadebiutował na Broadwayu w musicalu Hair. Zagrał rolę apostoła Piotra w ekranizacji rock-opery Jesus Christ Superstar (1973) z muzyką Andrew Lloyda Webbera i librettem Tima Rice’a z Tedem Neeleyem. Następnie podpisał kontrakt z William Morris Agency i wyjechał do Hollywood, gdzie pojawił się w kilku programach telewizyjnych. W tym momencie wydawał się gotowy do rozpoczęcia kariery w głównym nurcie telewizyjnym i filmowym, ale zamiast tego zwrócił się ku karierze, dla której stał się bardziej sławny.
Kiedy grał w musicalu w Beach Blanket Babylon w San Francisco, w 1974 spotkał producentów porno – braci Jamesa Lloyda „Jima” Mitchella i Artie’go Jaya Mitchella, którzy zaangażowali go do C.B. Mamas (1976). Występował w kilku filmach porno, w tym w komediodramacie Autobiografia pchły (The Autobiography of a Flea, 1976) jako ks. Clement z Johnem Holmesem.
Grał głównie używając pseudonimu „Paul Thomas”, ale pojawił się także pod kilkoma innymi nazwiskami. 
W 1983 zdobył nagrodę Adult Film Association of America dla najlepszego aktora jako Jonathan w dramacie porno Virginia (1983). Zagrał też główną rolę w filmie Taboo American Style (1985). W 1986 debiutował jako reżyser filmu Coast To Coast Despicable Dames z Tomem Byronem. Tym, co odróżniało Thomasa od większości jego kolegów z branży, to nacisk na jakość produkcji, narrację i opowiadanie fabuły - dzięki stosunkowo wysokim budżetom Vivid Entertainment. Dzięki temu stał się ulubionym reżyserem wielu wykonawców, w tym Jennifer Ketcham. Oparł on również niektóre ze swoich produkcji na bardziej popularnych filmach - jego Nothing to Hide II: Justine (1993) została zainspirowana dramatem erotycznym Skaza Louisa Malle’a. Zrealizował też dreszczowiec erotyczny Instrumentacja (Scoring, 1995) z Monique Parent, melodramat Kursantki (Stripper Wives, 1999), a także porno parodie, w tym Absolwenta – The Graduate XXX (2011). W 2013 był nominowany do XBIZ Award w kategorii reżyser roku – premiera pełnometrażowa Friends With Benefits (2012) z udziałem Skin Diamond i Stevena St. Croix.

## Problemy z prawem
1982 został aresztowany za przemyt kokainy z Ameryki Południowej do Stanów Zjednoczonych. Skazany, służył rok w więzieniu. Po zwolnieniu z więzienia wznowił karierę.
5 marca 2005 na Florydzie postawiono mu zarzuty dotyczące przestępstw seksualnych.

## Życie prywatne
14 grudnia 1985 zawarł związek małżeński z Judy Epstein. Jednak po latach doszło do rozwodu. W 2001 ożenił się z aktorką porno i reżyserką Anitą Rinaldi.

## Nagrody
| Rok  | Nagroda                           | Kategoria                                           | Film                                                  | Inni wykonawcy |
| ---- | --------------------------------- | --------------------------------------------------- | ----------------------------------------------------- | --- |
| 1984 | Adult Film Association of America | Najlepszy aktor                                     | Jonathan w Virginii (1983)                            | – |
| 1986 | XRCO Award                        | XRCO Hall Of Fame (Sala sław)                       | –                                                     | – |
| 1986 | AVN Award                         | Najlepsza scena seksu w filmie fabularnym           | Dziesięć małych dzieweczek (Ten Little Maidens, 1985) | Ginger Lynn, Janey Robbins, Nina Hartley, Amber Lynn, Lisa De Leeuw, Harry Reems, Jamie Gillis, Richard Pacheco i Eric Edwards |
| 1991 | XRCO Award                        | Nagroda za całokształt twórczości                   | –                                                     | – |
| 1991 | AVN Award                         | Najlepszy reżyser filmu wideo                       | Beauty And The Beast 2 (1990)                         | – |
| 1992 | AVN Award                         | Nagroda im. Reubena Sturmana                        | –                                                     | – |
| 1994 | AVN Award                         | Najlepszy reżyser filmu                             | Nothing to Hide II: Justine (1993)                    | – |
| 1994 | AVN Award                         | Najlepszy scenariusz                                | Nothing to Hide II: Justine (1993)                    | – |
| 1994 | XRCO Award                        | Najlepszy reżyser roku                              | –                                                     | – |
| 1997 | AVN Award                         | Najlepszy reżyser filmu                             | Bobby Sox (1996)                                      | – |
| 2000 | XRCO Award                        | Reżyser roku                                        | –                                                     | – |
| 2002 | AVN Award                         | Najlepszy reżyser filmu                             | Fade to Black (2001)                                  | – |
| 2002 | AVN Award                         | Najlepszy wykonawca nie występujący w scenach seksu | Fade to Black (2001)                                  | – |
| 2004 | AVN Award                         | Najlepszy reżyser filmu                             | Heart of Darkness (2003)                              | – |
| 2005 | AVN Award                         | Najlepszy reżyser filmu                             | The Masseuse (2004)                                   | – |
| 2008 | XBIZ Award                        | Osiągnięcia w produkcji filmów                      | –                                                     | – |
| 2008 | AVN Award                         | Najlepszy reżyser filmu                             | Layout (2007)                                         | – |
| 2009 | AVN Award                         | Najlepszy reżyser                                   | –                                                     | |

## Biografia
- Nicolas Barbano: Verdens 25 hotteste pornostjerner. Dania: Rosinante, 1999, s. 114. ISBN 87-7357-961-0.